# Marion Clignet
Marion Clignet est une coureuse cycliste pistarde et routière française d'origine américaine, née le 21 février 1964 à Chicago (Illinois).
Elle est venue au cyclisme à l'origine pour traiter l'épilepsie dont elle souffre.
Après sa carrière de cycliste, elle a été entraîneur de diverses équipes professionnelles dont la BBox Bouygues Telecom. Avec d'autres personnes, elle a créé l’Association française des coureures cyclistes, qui a pour objectif de professionnaliser le vélo féminin. Elle a aussi été coach sportive et a travaillé pour Airbus.

## Palmarès en cyclisme

### Route
- 1989
  -  Championne des États-Unis du contre-la-montre par équipes
  - 3e du championnat des États-Unis du contre-la-montre
- 1990
  - 1re étape du Tour de la CEE féminin
  - 4e étape du Women's Challenge
  - 2e du championnat des États-Unis sur route
  - 2e du GP Les Forges
  - 3e du championnat des États-Unis du contre-la-montre
- 1991
  -  Championne du monde des 50 kilomètres du contre-la-montre par équipes (avec Nathalie Gendron, Cécile Odin et Catherine Marsal)
  -  Championne de France sur route
  - GP Les Forges
  - Grand Prix du canton de Zurich :
    - Classement général
    - 1re étape

  - Canadian Tire Classic :
    - Classement général
    - 2e et 3e étapes

  - Tour de la Drôme :
    - Classement général
    - 1re, 2e et 3e étapes

  - 5e étape du Tour de l'Aude (contre-la-montre)
  - 3e étape de l'Étoile Vosgienne
  - 2e et 6e étapes du Tour de Basse-Saxe
  - 2e de l'Étoile Vosgienne
  - 2e de la Route du Muscadet
- 1992
  - GP Les Forges
  - 1re étape du Tour du Finistère
  - 2e du championnat de France sur route
  - 3e du Tour du Finistère
- 1993
  -  Championne de France sur route
  - 5e étape du Tour de l'Aude
  - Tour de Sicile :
    - Classement général
    - 1re, 2e et 4e étapes

  - 9e étape du Tour cycliste féminin (contre-la-montre)
  - 1re, 2e, 4e, 7e et 8e étapes du Tour du Finistère
  - Tour du Territoire de Belfort :
    - Classement général
    - 2e et 4e étapes

  - 6e étape du Tour de l'Aude
  - 2e étape de l'Étoile Vosgienne
  - 2e du Tour cycliste féminin
  - 2e du Tour du Finistère
  - 3e du Tour de l'Aude
- 1994
  - Chrono des Nations-Les Herbiers-Vendée
  - 2e étape du Tour de Majorque
  - 2e et 3e étapes du Tour de la Haute-Garonne
  - 8e du championnat du monde du contre-la-montre
- 1995
  - Valley of the Sun Stage Race :
    - Classement général
    - 1re et 2ea (contre-la-montre) étapes
- 1996
  -  Championne de France du contre-la-montre
  - Tour du Finistère :
    - Classement général
    - Prologue, 1re, 2e, 3e, 4e et 5e étapes

  - 1re et 9e étapes du Tour de l'Aude
  - Tour de Vendée :
    - Classement général
    - 1re, 2e et 3e étapes

  - 2e étape du Tour d'Aquitaine
  - Route du Muscadet
  - 5e du contre-la-montre aux JO d'Atlanta
  - 6e du championnat du monde du contre-la-montre
- 1997
  - Giro de Pordenone :
    - Classement général
    - 1re étape
- 1999
  - 3e étape du Tour d'Aquitaine
  - 4e du Trophée International
- 2000
  - Route du Muscadet
  - 3e du championnat de France du contre-la-montre
  - 10e de la Primavera Rosa
- 2003
  - 2e de la Ronde du Mont Pujols
- 2004
  - 3e du Trophée des grimpeurs

### Piste
- 1991
  -  Championne de France de poursuite individuelle
  -  3e du championnat du monde de poursuite individuelle
- 1992
  - 2e du championnat de France de poursuite individuelle
- 1993
  -  2e du championnat du monde de poursuite individuelle
- 1994
  -  Championne du monde de poursuite individuelle
- 1995
  -  Championne de France de poursuite individuelle
- 1996
  -  Championne du monde de poursuite individuelle
  -  Championne de France de poursuite individuelle
  -  Médaillée d'argent de la poursuite individuelle aux JO d'Atlanta
- 1999
  -  Championne du monde de poursuite individuelle
  -  Championne du monde de la course aux points
  - Poursuite individuelle de Cali
  - Course aux points de Cali
  - 2e du championnat de France de poursuite individuelle
- 2000
  -  Championne du monde de la course aux points
  -  Championne de France de poursuite individuelle
  -  Championne de France de la course aux points
  -  Médaillée d'argent de la poursuite individuelle aux JO de Sydney
- 2003
  - 2e du championnat de France de poursuite individuelle

Record du monde
- Record du monde du 3 kilomètres départ arrêté en 3 min 30 s 092 le 31 août 1996 à Manchester

## Palmarès en duathlon
Le tableau présente les résultats les plus significatifs (podium) obtenus sur le circuit national de duathlon depuis 2008.
| Année | Compétition                           | Pays   | Position      | Temps         |
| ----- | ------------------------------------- | ------ | ------------- | ------------- |
| 2008  | Championnat de France de duathlon (L) | France | Médaille d'or | 5 h 9 min 1 s |

## Distinctions
- Officière de l'ordre national du Mérite en 2000[4]